# Yerenis De León
Yerenis Yisel De León Batista (23 de febrero de 1995) es una futbolista panameña que juega como defensora en el Umecit FC de la Liga de Fútbol Femenino de Panamá.

## Trayectoria

### CD Universitario
Comenzó a jugar en la Liga de Fútbol Femenino en el 2017 con el club Chorrillo FC que después en 2018 paso a llamarse CD Universitario. Salió campeona de la Liga de Fútbol Femenino 2018, del Torneo Clausura 2019 LFF y del Torneo Apertura 2019 LFF.

### Carneras UPS
El 6 de marzo de 2020 fue anunciada como nueva jugadora de las Carneras UPS de Ecuador.

### CD Universitario
A mediados del 2020 Yerenis regresa al CD Universitario para disputar el Torneo Edición 2020 LFF.

### CD Pozoalbense
El 22 de diciembre de 2020 fue anunciada como nueva jugadora del CD Pozoalbense. Disputó la Segunda División Femenina de España 2020-21.

### Tauro FC
El 10 de septiembre de 2021 fue anunciada como nueva jugadora del Tauro FC. Debutó con el club el 30 de septiembre de 2021 en la victoria 5 a 0 contra el Alianza FC en el Estadio Javier Cruz. Salió campeona del Torneo Clausura 2021 LFF.

### Sporting FC
El 2 de enero de 2022 fue anunciada como nueva jugadora del Sporting Football Club. Disputó el Torneo Clausura 2022. El 6 de junio de 2023 fue dada de baja del club

### Tauro FC
El 7 de junio de 2023 fue anunciado su regreso al Tauro FC. Salió campeona de la Liga de Fútbol Femenino 2022 y del Torneo Apertura 2023 LFF. En el torneo del 2023 fue escogida como la MVP de dicho torneo.

### Atlético Nacional
El 7 de septiembre de 2023, fue anunciada como nueva jugadora del Atlético Nacional. Jugó la Liga Profesional Femenina de Fútbol 2023 en donde fueron eliminadas en las semifinales en un marcador global de 5 a 1 contra el Independiente Santa Fe.

### Umecit FC
El 24 de julio de 2024 fue anunciado como nueva jugadora del Umecit FC. Debutó con el club 1 de agosto de 2024 en el empate 3 a 3 contra el Panamá City FC en el Yappy Park en donde anotó 1 gol en el partido.

## Selección nacional

### Categorías inferiores
Fue convocado por la selección sub-17 de Panamá para disputar el Campeonato Femenino Sub-17 de la Concacaf de 2010 donde jugó 3 partidos y el Campeonato Femenino Sub-17 de la Concacaf de 2012 en donde jugó 9 partidos y anotó 1 gol. Fue convocado por la selección sub-20 de Panamá para disputar el Campeonato Femenino Sub-20 de la Concacaf de 2012 donde jugó 6 partidos.

### Selección absoluta
Debutó con la selección absoluta en el 2013, disputó con la selección absoluta los X Juegos Deportivos Centroamericanos en donde jugó 4 partidos, también disputó el Preolímpico Femenino de Concacaf de 2020 donde jugó 3 partidos.

### Goles internacionales
| Goles internacionales | Goles internacionales | Goles internacionales                              | Goles internacionales | Goles internacionales | Goles internacionales | Goles internacionales                   |
| N.º                   | Fecha                 | Lugar                                              | Rival                 | Marcador              | Resultado             | Competición                             |
| --------------------- | --------------------- | -------------------------------------------------- | --------------------- | --------------------- | --------------------- | --------------------------------------- |
| 1                     | 20 de febrero de 2022 | Estadio Cuscatlán, San Salvador, El Salvador       | Belice                | 0–5                   | 0–8                   | Preliminar del Campeonato Femenino 2022 |
| 2                     | 13 de abril de 2022   | Estadio Rommel Fernández, Ciudad de Panamá, Panamá | El Salvador           | 1–0                   | 2–0                   | Preliminar del Campeonato Femenino 2022 |

## Clubes
| Club              | País       | Año         |
| ----------------- | ---------- | ----------- |
| CD Universitario  | Panamá     | 2017 - 2019 |
| Carneras UPS      | Ecuador    | 2020        |
| CD Universitario  | Panamá     | 2020        |
| CD Pozoalbense    | España     | 2020 - 2021 |
| Tauro FC          | Panamá     | 2021        |
| Sporting FC       | Costa Rica | 2022        |
| Tauro FC          | Panamá     | 2022 - 2023 |
| Atlético Nacional | Colombia   | 2023        |
| Umecit FC         | Panamá     | 2024 - act. |

## Palmarés

### Títulos nacionales
| Título           | Club             | País   | Año    |
| ---------------- | ---------------- | ------ | ------ |
| Primera División | CD Universitario | Panamá | 2018   |
| Primera División | CD Universitario | Panamá | 2019-C |
| Primera División | CD Universitario | Panamá | 2019-A |
| Primera División | Tauro FC         | Panamá | 2021-C |
| Primera División | Tauro FC         | Panamá | 2022   |
| Primera División | Tauro FC         | Panamá | 2023-A |